# 3939 Huruhata
A 3939 Huruhata (ideiglenes jelöléssel 1953 GO) a Naprendszer kisbolygóövében található aszteroida. Karl Wilhelm Reinmuth fedezte fel 1953. április 7-én.